# لي مايكلز
لي مايكلز (بالإنجليزية: Leigh Michaels)‏ هي كاتِبة أمريكية، ولدت في 27 يوليو 1954 في آيوا في الولايات المتحدة.